# ただいま、ゲーム実況中!!
『ただいま、ゲーム実況中!!』（ただいま、ゲームじっきょうちゅう!!）は2016年2月23日からテレ朝チャンネルにて放送されている、ゲーム番組。

## 概要
ゲーム番組としては『ゲムカシマ』の後継番組として放送開始した。
基本的にはテレ朝チャンネルでの放送だが、2016年12月31日（30日深夜）と2017年6月24日（23日深夜）にテレビ朝日でも放送されていた。
2017年7月9日（8日深夜）からテレビ朝日にて、レギュラー放送する事になった。
2017年7月の地上波版の放送開始からはテレ朝チャンネル版終了後に地上波版が放送する形になっている（一部の放送回を除く）。
テレ朝チャンネルで次回の新作の放送は2017年12月22日〜23日にCSと地上波の3部構成で放送された。
なお地上波版はレギュラー放送と銘打つものの、8月13日現在で2回の放送と月一程度の放送となっており、番組中でも笑い話となっていた。
地上波版では2017年9月24日をもって全5回で終了となった。

## 内容
ゲーム好き芸能人などが、番組で用意してあるゲーム（PlayStation 4のタイトルを中心に）で、時間設定内（ゲームや番組編成により時間は違う）に実況しながらゲームを遊ぶ。ただしテレ朝チャンネル版と地上波版では、放送時間が違うため、放送内容が違う（テレ朝チャンネル版、1時間30分〜7時間、地上波版、30分〜※最終回のみ90分〜）。
出演者が遊んだゲームは、視聴者プレゼントになる。
ツイッターでの出演者への応援コメントも書き込める。

## 主な出演者
- 古川未鈴（でんぱ組.inc） - テレビ朝日版では進行を担当
- 浅川梨奈（SUPER☆GiRLS）
- 辻本達規（BOYS AND MEN）
- リョウガ（超特急）
- パンサー (お笑いトリオ)
- 塩地美澄　- テレ朝チャンネル版のみ進行役を担当

## 関連番組
- ゲムカシマ - 同チャンネルの全身番組。
- ゲームズ・ボンド -　テレビ朝日で不定期で放送されていて、テレ朝チャンネルでは、遅れ放送されている。